# Shanghai Golden Grand Prix 2019
Lo Shanghai Golden Grand Prix 2019 è stato la 13ª edizione dell'annuale meeting di atletica leggera che ha avuto luogo allo Stadio di Shanghai, situato nell'omonima città, il 18 maggio 2019. Il meeting è stato inoltre la seconda tappa del circuito IAAF Diamond League 2019.

## Programma
| # | Orario | Specialità             |
| - | ------ | ---------------------- |
| 1 | 18:19  | Salto in alto          |
| 2 | 19:04  | 400 m ostacoli         |
| 3 | 19:13  | 5000 m                 |
| 4 | 19:25  | Salto in lungo         |
| 5 | 19:45  | 200 m                  |
| 6 | 19:46  | Lancio del giavellotto |
| 7 | 20:15  | 400 m                  |
| 8 | 20:26  | 110 m ostacoli         |
| 9 | 20:53  | 100 m                  |

| # | Orario | Specialità             |
| - | ------ | ---------------------- |
| 1 | 18:10  | Lancio del giavellotto |
| 2 | 18:27  | Getto del peso         |
| 3 | 18:35  | Salto con l'asta       |
| 4 | 19:36  | 400 m                  |
| 5 | 19:52  | 1500 m                 |
| 6 | 20:06  | 100 m                  |
| 7 | 20:34  | 3000 m siepi           |

     Specialità valide per la Diamond League

### Uomini
| Specialità             |                   | Prestazione | 2º classificato   | Prestazione | 3º classificato  | Prestazione |
| 100 m                  | Noah Lyles        | 9"86        | Christian Coleman | 9"86        | Akani Simbine    | 9"95        |
| 200 m                  | Aaron Brown       | 20"07       | Andre De Grasse   | 20"21       | Clarence Munyai  | 20"37       |
| 400 m                  | Fred Kerley       | 44"81       | Michael Cherry    | 45"48       | Nathan Strother  | 45"52       |
| 5000 m                 | Yomif Kejelcha    | 13'04"16    | Selemon Barega    | 13'04"71    | Hagos Gebrhiwet  | 13'04"83    |
| 110 m ostacoli         | Omar McLeod       | 13"12       | Wenjun Xie        | 13"17       | Sergey Shubenkov | 13"28       |
| 400 m ostacoli         | Abderrahman Samba | 47"27       | Rai Benjamin      | 47"80       | Thomas Barr      | 49"41       |
| Salto in alto          | Wang Yu           | 2.28 m      | Maksim Nedasekau  | 2.28 m      | Ilya Ivanyuk     | 2.28 m      |
| Salto in lungo         | Tajay Gayle       | 8.24 m      | Jianan Wang       | 8.16 m      | Ruswahl Samaai   | 8.14 m      |
| Lancio del giavellotto | Andreas Hofmann   | 87.55 m     | Chao-Tsun Cheng   | 87.12 m     | Marcin Krukowski | 84.51 m     |

     Prestazione che stabilisce il nuovo record del meeting.

### Donne
| Specialità             |                    | Prestazione | 2º classificato        | Prestazione | 3º classificato       | Prestazione |
| 100 m                  | Aleia Hobbs        | 11"03       | Blessing Okagbare      | 11"07       | Elaine Thompson       | 11"14       |
| 400 m                  | Salwa Eid Naser    | 50"65       | Sydney McLaughlin      | 50"78       | Christine Botlogetswe | 51"29       |
| 1500 m                 | Rababe Arafi       | 4'01"15     | Gudaf Tsegay           | 4'01"25     | Winnie Nanyondo       | 4'01"39     |
| 3000 m siepi           | Beatrice Chepkoech | 9'04"53     | Celliphine Chespol     | 9'11"10     | Peruth Chemutai       | 9'17"78     |
| Salto con l'asta       | Katerina Stefanidi | 4.72 m      | Nikoléta Kiriakopoúlou | 4.72 m      | Ling Li               | 4.72 m      |
| Getto del peso         | Chase Ealey        | 19.58 m     | Lijiao Gong            | 19.44 m     | Aliona Dubitskaya     | 18.78 m     |
| Lancio del giavellotto | Lü Huihui          | 66.89 m     | Lina Muze              | 64.87 m     | Christin Hussong      | 64.10 m     |

     Prestazione che stabilisce il nuovo record del meeting.